# هارولد واتس
هارولد واتس (بالإنجليزية: Harold Watts)‏ هو لاعب كرة قدم أمريكية أمريكي، ولد في 1925 في برمنغهام في الولايات المتحدة، وتوفي في 15 أغسطس 1973.